# Paradoneis armata
Paradoneis armata är en ringmaskart som beskrevs av Glémarec 1966. Paradoneis armata ingår i släktet Paradoneis och familjen Paraonidae. Arten har ej påträffats i Sverige. Inga underarter finns listade i Catalogue of Life.